# 美国羽毛球协会
美国羽毛球協會（英語：USA Badminton，縮寫USAB），是美国的羽毛球運動管理機構，創建於1936。目前国内拥有66个羽毛球俱乐部注册。

## 历史背景
美国羽毛球協會成立于1936年，由唐纳德·威尔伯、罗伯特·麦克米兰、唐纳德·理查森和菲利普·理查森决定联合该国各羽毛球团体成立 。1978年更名为美国羽毛球協會，1996年改为现名。
美国羽毛球協會曾在位于科罗拉多斯普林斯的国家训练中心训练其精英球员，但他们于2017年初搬迁至阿纳海姆。
羽毛球在美国不是一项流行的运动，原因有几个。其中一个主要原因是羽毛球在美国被视为后院运动。因此，这项运动没有得到太大的发展。另一个原因是美国运动员在奥运会上没有取得任何成功。与其他运动相比，羽毛球运动没有取得任何成功也是该运动没有得到发展的另一个原因 。最后，工资是羽毛球运动未能流行的一个重要原因。羽毛球运动在美国没有受到媒体的广泛关注，因此工资很低。参赛者赢得冠军最多可获得 15,000 美元，与平均年薪 270 万美元的足球运动员相比，这笔钱相对较小。

## 主辦賽事
國際賽事
- 美国羽毛球国际挑战賽
- 硅谷羽毛球国际系列賽
- 美国羽毛球国际系列賽
- 美国羽毛球公開賽

國內賽事
- 美国全国羽毛球锦标賽

## 爭議
2023年1月，据报道，美国羽毛球协会支付了 100 万美元，以解决与一名前雇员的纠纷，该雇员曾担任该联合会的参谋长和安全运动合规官。这名前雇员声称，他因向美国安全运动中心举报了一位著名教练的性虐待指控而被解雇，这是在美国羽毛球协会首席执行官和总法律顾问的压力下遭到报复 U.S. law requires any employees of a national governing body to report suspicions of abuse immediately to law enforcement and to SafeSport.</ref>。此前，美国参议员、参议院司法委员会排名成员查克·格拉斯利(Chuck Grassley)警告美国羽毛球协会领导层，他们可能违反规定并涉嫌妨碍安全运动的调查。